# Lokichoggio
Lokichoggio (o Lokichogio) è un centro abitato del Kenya situato nella contea di Turkana.